# 1. Fußball-Club Kaiserslautern
El 1. FC Kaiserslautern, nom complet, 1. Fußball-Club Kaiserslautern e. V., és un club de futbol alemany de la ciutat de Kaiserslautern.

## Història
El club es va fundar el 2 de juny del 1900. Diverses fusions i absorcions al llarg dels anys han contribuït a formar l'actual club. Aquestes foren: 
- 1900: Germania 1896 i FG Kaiserslautern s'uneixen per formar el FC 1900 Kaiserslautern.
- 1909: FC Palatia (1901) i FC Bavaria (1902) s'unèixen al club i formen el FV 1900 Kaiserslautern.
- 1929: Es fusiona amb SV Phönix, esdevenint FV Phönix-Kaiserslautern.
- 1932: Es reanomena adoptant el seu nom definitiu 1. FC Kaiserslautern.

## Palmarès
- 4 Lliga alemanya de futbol: 1951, 1953, 1991, 1998.
- 2 Copa alemanya de futbol: 1990, 1996.
- 1 Supercopa alemanya de futbol: 1991

## Jugadors

### Plantilla 2024–2025
A 3 febrer 2025 
| N. | Pos. | Nac. | Jugador                                  |
| -- | ---- | --- | ---------------------------------------- |
| 1  | POR  | [[Fitxer:Flag of Germany.svg\|23x15px\|border \|alt=Alemanya\|link=Selecció de futbol d'Alemanya\|{{#if:\|]] | Julian Krahl                             |
| 3  | DEF  | [[Fitxer:Flag of Germany.svg\|23x15px\|border \|alt=Alemanya\|link=Selecció de futbol d'Alemanya\|{{#if:\|]] | Florian Kleinhansl                       |
| 5  | DEF  | [[Fitxer:Flag of Germany.svg\|23x15px\|border \|alt=Alemanya\|link=Selecció de futbol d'Alemanya\|{{#if:\|]] | Maximilian Bauer (cedit pel FC Augsburg) |
| 6  | DEF  | [[Fitxer:Flag of Mali.svg\|23x15px\|border \|alt=Mali\|link=Selecció de futbol de Mali\|{{#if:\|]]           | Almamy Touré                             |
| 7  | MIG  | [[Fitxer:Flag of Germany.svg\|23x15px\|border \|alt=Alemanya\|link=Selecció de futbol d'Alemanya\|{{#if:\|]] | Marlon Ritter (capità)                   |
| 8  | MIG  | [[Fitxer:Flag of Germany.svg\|23x15px\|border \|alt=Alemanya\|link=Selecció de futbol d'Alemanya\|{{#if:\|]] | Jean Zimmer                              |
| 9  | DAV  | [[Fitxer:Flag of Germany.svg\|23x15px\|border \|alt=Alemanya\|link=Selecció de futbol d'Alemanya\|{{#if:\|]] | Ragnar Ache                              |
| 10 | MIG  | [[Fitxer:Flag of Germany.svg\|23x15px\|border \|alt=Alemanya\|link=Selecció de futbol d'Alemanya\|{{#if:\|]] | Philipp Klement                          |
| 11 | MIG  | [[Fitxer:Flag of Germany.svg\|23x15px\|border \|alt=Alemanya\|link=Selecció de futbol d'Alemanya\|{{#if:\|]] | Kenny Prince Redondo                     |
| 13 | DEF  | [[Fitxer:Flag of Germany.svg\|23x15px\|border \|alt=Alemanya\|link=Selecció de futbol d'Alemanya\|{{#if:\|]] | Erik Wekesser                            |
| 16 | MIG  | [[Fitxer:Flag of Germany.svg\|23x15px\|border \|alt=Alemanya\|link=Selecció de futbol d'Alemanya\|{{#if:\|]] | Tim Breithaupt (cedit pel FC Augsburg)   |
| 17 | DAV  | [[Fitxer:Flag of Germany.svg\|23x15px\|border \|alt=Alemanya\|link=Selecció de futbol d'Alemanya\|{{#if:\|]] | Aaron Opoku                              |
| 19 | DAV  | [[Fitxer:Flag of Germany.svg\|23x15px\|border \|alt=Alemanya\|link=Selecció de futbol d'Alemanya\|{{#if:\|]] | Daniel Hanslik                           |
| 20 | MIG  | [[Fitxer:Flag of Germany.svg\|23x15px\|border \|alt=Alemanya\|link=Selecció de futbol d'Alemanya\|{{#if:\|]] | Tobias Raschl                            |
| 21 | MIG  | [[Fitxer:Flag of Germany.svg\|23x15px\|border \|alt=Alemanya\|link=Selecció de futbol d'Alemanya\|{{#if:\|]] | Hendrick Zuck                            |
| 22 | DEF  | [[Fitxer:Flag of Germany.svg\|23x15px\|border \|alt=Alemanya\|link=Selecció de futbol d'Alemanya\|{{#if:\|]] | Mika Haas                                |

| N. | Pos. | Nac. | Jugador                                               |
| -- | ---- | --- | ----------------------------------------------------- |
| 23 | MIG  | [[Fitxer:Flag of Nigeria.svg\|23x15px\|border \|alt=Nigèria\|link=Selecció de futbol de Nigèria\|{{#if:\|]]                                          | Afeez Aremu                                           |
| 24 | DEF  | [[Fitxer:Flag of Germany.svg\|23x15px\|border \|alt=Alemanya\|link=Selecció de futbol d'Alemanya\|{{#if:\|]]                                         | Jannis Heuer                                          |
| 25 | POR  | [[Fitxer:Flag of Albania.svg\|23x15px\|border \|alt=Albània\|link=Selecció de futbol d'Albània\|{{#if:\|]]                                           | Simon Simoni (cedit per l'Eintracht Frankfurt)        |
| 26 | MIG  | [[Fitxer:Flag of the Czech Republic.svg\|23x15px\|border \|alt=República Txeca\|link=Selecció de futbol de la República Txeca\|{{#if:\|]]            | Filip Kaloč                                           |
| 27 | DEF  | [[Fitxer:Flag of Germany.svg\|23x15px\|border \|alt=Alemanya\|link=Selecció de futbol d'Alemanya\|{{#if:\|]]                                         | Frank Ronstadt                                        |
| 28 | POR  | [[Fitxer:Flag of Luxembourg.svg\|23x15px\|border \|alt=Luxemburg\|link=Selecció de futbol de Luxemburg\|{{#if:\|]]                                   | Fabian Heck                                           |
| 30 | POR  | [[Fitxer:Flag of Bosnia and Herzegovina.svg\|23x15px\|border \|alt=Bòsnia i Hercegovina\|link=Selecció de futbol de Bòsnia i Hercegovina\|{{#if:\|]] | Avdo Spahić                                           |
| 31 | DEF  | [[Fitxer:Flag of Germany.svg\|23x15px\|border \|alt=Alemanya\|link=Selecció de futbol d'Alemanya\|{{#if:\|]]                                         | Luca Sirch                                            |
| 32 | DEF  | [[Fitxer:Flag of Germany.svg\|23x15px\|border \|alt=Alemanya\|link=Selecció de futbol d'Alemanya\|{{#if:\|]]                                         | Jan Gyamerah                                          |
| 33 | DEF  | [[Fitxer:Flag of Switzerland.svg\|23x16px\|border \|alt=Suïssa\|link=Selecció de futbol de Suïssa\|{{#if:\|]]                                        | Jan Elvedi                                            |
| 34 | MIG  | [[Fitxer:Flag of Germany.svg\|23x15px\|border \|alt=Alemanya\|link=Selecció de futbol d'Alemanya\|{{#if:\|]]                                         | Shawn Blum                                            |
| 37 | DEF  | [[Fitxer:Flag of Germany.svg\|23x15px\|border \|alt=Alemanya\|link=Selecció de futbol d'Alemanya\|{{#if:\|]]                                         | Leon Robinson                                         |
| 41 | DAV  | [[Fitxer:Flag of Japan.svg\|23x15px\|border \|alt=Japó\|link=Selecció de futbol del Japó\|{{#if:\|]]                                                 | Daisuke Yokota (cedit pel K.A.A. Gent)                |
| 42 | DAV  | [[Fitxer:Flag of Armenia.svg\|23x15px\|border \|alt=Armènia\|link=Selecció de futbol d'Armènia\|{{#if:\|]]                                           | Grant-Leon Ranos (cedit pel Borussia Mönchengladbach) |
| 48 | DAV  | [[Fitxer:Flag of Germany.svg\|23x15px\|border \|alt=Alemanya\|link=Selecció de futbol d'Alemanya\|{{#if:\|]]                                         | Faride Alidou                                         |

## Jugadors destacats
- Otto Rehhagel
- Horst Eckel
- Werner Kohlmeyer
- Werner Liebrich
- Fritz Walter
- Ottmar Walter
- Michael Ballack
- Mario Basler
- Andreas Brehme
- Hans-Peter Briegel
- Miroslav Kadlec
- Hany Ramzy
- Pavel Kuka
- Miroslav Klose
- Stefan Kuntz
- Olaf Marschall
- Ciriaco Sforza
- Klaus Toppmöller